# Marchegg
Marchegg là một thị trấn ở huyện Gänserndorf thuộc bang Niederösterreich nước Áo, gần biên giới với Slovakia. Marchegg có diện tích 45,52 km2, dân số năm 2001 là 2850 người.